# Asphondylia ulicis
Asphondylia ulicis är en tvåvingeart som beskrevs av James William Helenus Trail 1873. Asphondylia ulicis ingår i släktet Asphondylia och familjen gallmyggor. Inga underarter finns listade i Catalogue of Life.